# 遥远的她
《遙遠的她》是出自香港歌手張學友1985年所錄製的唱片《遙遠的她AMOUR》中的一首冠軍單曲，由寶麗金唱片公司首度於1986年1月5日發行，監製為歐丁玉。

## 介紹
《遙遠的她》原曲為日本創作歌手谷村新司的《浪漫鉄道＜蹉跌篇＞》，其詞曲皆由谷村新司創作，發行於1985年6月。同年在香港被改編、錄製為粵語版本《遙遠的她》，由潘源良填詞，盧東尼編曲，歐丁玉監製，張學友主唱，歌曲推出後大受歡迎，成為1985年年尾至1986中期電台播放率最高單曲之一，亦與《情已逝》，《月半彎》，《蓝雨》等一同成為張學友出道早期著名單曲之一。
《遙遠的她》的歌詞第一段主要描述一對情侶分隔兩地，借歌者回憶描述這對情侶之間的愛情故事。在第二段，歌者收到女主角父親的信，得知女主角（MV由陳雅倫飾演）因血癌離世，歌者悲傷地繼續回憶往事。
《遙遠的她》是潘源良填詞生涯中最成功的作品之一，張學友以充滿變化的感情以及華麗聲線，成功演繹出男主角的哀傷離愁，令該歌曲成為粵語流行音樂的經典曲目之一。
國語版《遙遠的她》由呂承明填詞，收錄在張學友第一張國語專輯《情無四歸》。

## 翻唱版本
1997年TVB電視劇《樂壇插班生》，林家棟飾演的姜德培在劇中翻唱《遙遠的她》。
國際唱片業協會（香港會）的「音樂永續2020」計劃中安排了海俊傑翻唱此歌。
另外，李克勤，陈奕迅，毛不易等也有翻唱版本。

## 獲得獎項
《遙遠的她》獲得1986年十大勁歌金曲，成為當年唯一一首由新人歌手演唱從而進入「十大勁歌金曲」的歌曲。
- 1986年十大勁歌金曲
  - 勁歌第一季季選金曲
  - 十大勁歌金曲[8]

## 評價
張學友的演繹方面，唱片收藏家黃國恩這樣評價：「一份已逝去的感情，深情而傷痛，但學友的演繹卻能把對感情的堅毅不屈精神表現出來，而且沒有多餘的造作，收放自如，點到即止！歌曲給聆聽者一份既深情而正面的感受，值得欣賞。」
歌詞方面，作家何言指此歌是潘源良敍事詞的代表作之一。研究流行曲的學者朱耀偉亦指潘源良的情歌歌詞極富故事性，此歌是例子之一；但此歌寫得太直接，不及潘源良的另一首作品《風雨故人來》。